# Adolescents (album)
Adolescents è il primo album del gruppo hardcore punk californiano omonimo, pubblicato nel 1981 dalla Frontier Records. Viene anche chiamato "The Blue Album". Nella classifica di vendite degli album punk della California risulta il secondo album più venduto di sempre, dopo Fresh Fruit for Rotting Vegetables dei Dead Kennedys.

## Tracce
1. I Hate Children
2. Who Is Who
3. Wrecking Crew
4. L.A. Girl
5. Self Destruct
6. Kids of the Black Hole
7. No Way
8. Amoeba
9. Word Attack
10. Rip It Up
11. Democracy
12. No Friends
13. Creatures

### Bonus track
1. Welcome to Reality
2. Losing Battle
3. Things Start Moving

## Formazione
- Tony Cadena - voce
- Rikk Agnew - chitarra
- Frank Agnew - chitarra
- Steve Soto - basso
- Casey Royer - batteria